# Famille Lescure
La famille Lescure est une famille d'ancienne bourgeoisie française, originaire du département du Lot.

## Origine
La famille est originaire de Girac, où on retrouve sa trace dès le règne d'Henri IV, puis établie au XIXe siècle à Bretenoux dans le Quercy, département du Lot.
D'abord lignée de notaires royaux sous l'Ancien Régime, elle s'est distinguée, aux XIXe et XXe siècles, dans les arts, les lettres et la vie politique française.

## Filiation entre les personnalités
- Jean Pierre Vincent Lescure (7 vendémiaire an II (28 septembre 1793) à Bretenoux - 26 mai 1850 à Bretenoux), propriétaire rentier. Le 9 août 1821 à Bretenoux, il épouse Colette Catherine Molin de Teyssieu[2].

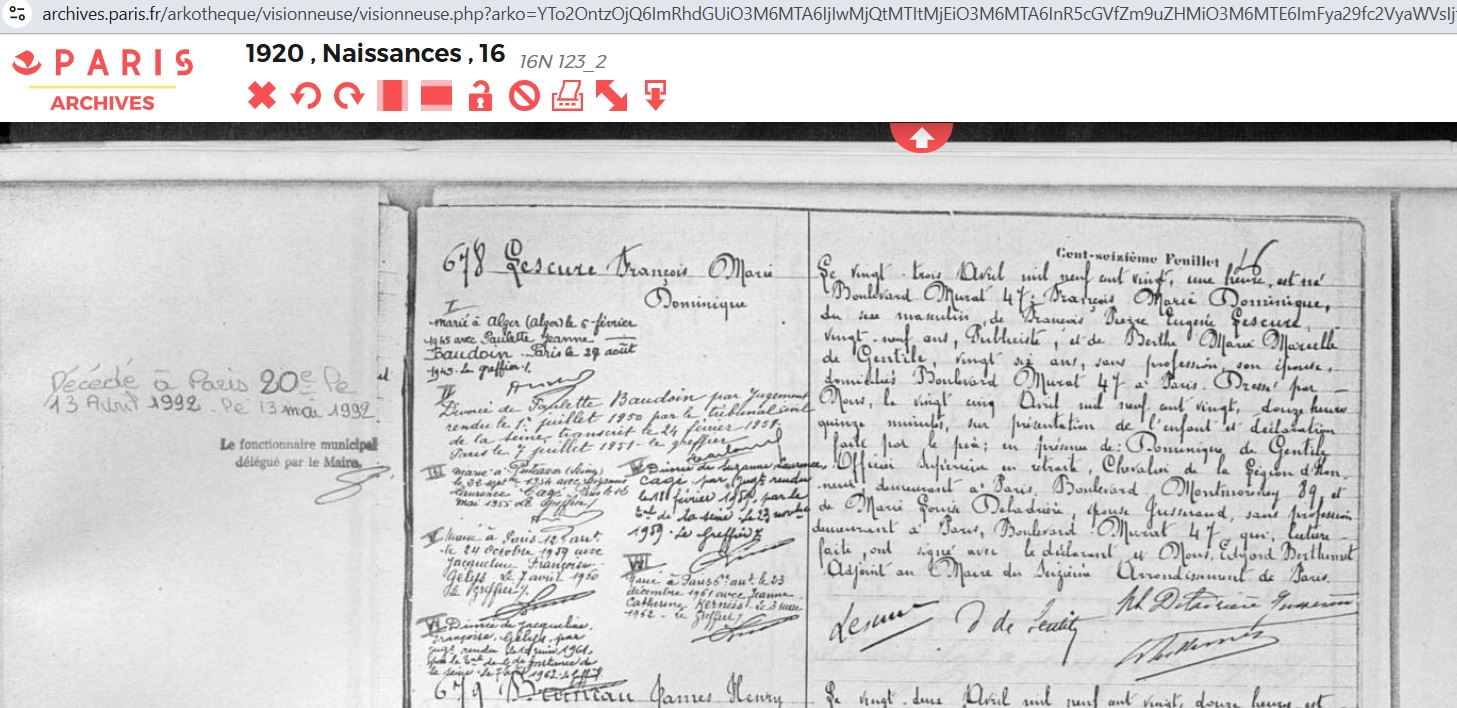
1920.04.23 - Acte de naissance de François Lescure.

  - Bernard Alexandre Basile Jules Lescure (16 janvier 1825 à Bretenoux - ), inspecteur des chemins de fer en Algérie. Il adopte la particule et se fait appeler « Jules de Lescure », mais devenant républicain et un opposant à la monarchie, depuis les Journées de Juin de 1848, il reprend son nom de naissance et abandonne cette particule[3]. Il épouse Louise Wilhelmine Françoise Thiry.
    - François Engelberg Clément Colette Vincent Hubert Lescure (30 juin 1853 à Bretenoux - 20 février 1905), docteur en médecine. Le 29 avril 1886 à Valenciennes, il épouse Flore Louise Sophie Henry.
      - Pierre Lescure, qui reprend la particule[3] abandonnée par son grand-père et se fait appeler « Pierre de Lescure » (1891-1963), résistant et dessinateur. Le 30 juin 1917, il épouse Marie Marcelle de Gentile.
        - François Lescure (23 avril 1920 dans le 16e arrondissement de Paris - 13 avril 1992 dans le 20e arrondissement de Paris)[4], journaliste.
--> (1) Le 6 février 1945 à Alger, il épouse Paulette Jeanne Baudouin (26 décembre 1920 à Paizay-le-Chapt - 24 avril 2009 à Vaux-sur-Mer, syndicaliste, journaliste dans l'organe féminin de la CGT. Le couple divorce le 1er juillet 1950.
--> (2) Le 22 septembre 1954 à Puteaux, il épouse en secondes noces Suzanne Laurence Cagé (29 décembre 1911 à Armentières - 10 juillet 1992 à Suresnes), déportée et internée de la Résistance (DIR), ouvrière bobineuse, secrétaire. le couple divorce le 18 février 1959.
--> (3) Le 24 octobre 1959 dans le 12e arrondissement de Paris, il épouse en troisièmes noces Jacqueline Françoise Gélys. Le couple divorce le 12 juin 1961.
--> (4) Le 23 décembre 1961, il épouse en quatrièmes noces 6e arrondissement de Paris, Jeanne Catherine Kernéis, promue en 1998 au grade d'officier dans l'ordre national du Mérite [a], membre du conseil d'administration de la RATP.
          - (de 1) Pierre Lescure (1945), journaliste. Il vit avec Catherine Deneuve de 1983 à 1991[6].
          - (de 4) Jean-François Lescure, dit Jef Kernéis (1964), auteur, réalisateur, photographe et compositeur.
          - (de 4) Roland Lescure (1966), économiste et homme politique.

## Pour approfondir